# Nokia tune
Nokia Tune – motyw muzyczny wykorzystywany przez Nokię, zwany również jako Grande Valse (w starszych modelach telefonów). Jest to fragment (od taktu trzynastego do szesnastego) solowego utworu gitarowego Gran Vals, skomponowanego przez Francisco Tárregę w 1902 roku. Została tylko zmieniona ostatnia nuta fragmentu (dźwięk A).

Nuty motywu "Nokia tune"

## Historia
W 1992 roku fragment utworu Gran Vals  hiszpańskiego kompozytora Francisco Tárregi został wykorzystany przez Nokię w reklamie telefonu Nokia 1011. W Nokii 2110 melodia ta pojawiła się jako dzwonek. W Nokii 6110 otrzymał on nazwę Gran Valse, ale w 1999 roku zmieniono ją na Nokia Tune. Według niektórych źródeł fragment utworu, który od 1993 roku był stosowany w telefonach komórkowych tej firmy wybrali w 1993 roku dyrektorzy Nokii Anssi Vanjoki i Lauri Kivinen. Nokia zastrzegła motyw w niektórych krajach jako swój znak towarowy. Prawa autorskie do utworu Tarregi wygasły i przeszedł on do domeny publicznej.